# Giovanni Battaggio

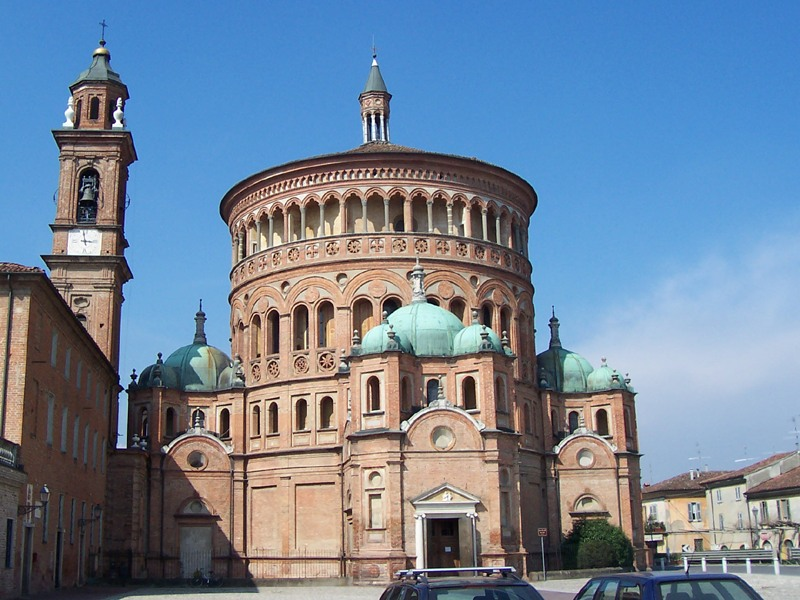
Kościół Santa Maria della Croce w Crema

Giovanni Battaggio – włoski architekt renesansowy.

## Życiorys
Pochodził z Lodi, był uczniem Giovanniego Amadeo. Od 1483 roku pracował przy wznoszeniu kościoła Santa Maria presso San Satiro, a następnie innych mediolańskich budowli. Zaprojektował sanktuarium Santa Maria della Croce w Crema i Tempio Civico dell'Incoronata w rodzinnym Lodi.